# Exmouth (Royaume-Uni)
Pour les articles homonymes, voir Exmouth.
Exmouth (en anglais /ˈɛksməθ/) est une station balnéaire d'Angleterre dans le Devon, et à l'embouchure de l'Exe dans la Manche. Elle est peuplée de 35 939 habitants au dernier recensement en 2011.

## Personnalités
- Walter Raleigh
- John Dunning
- Pauline Collins